# Musée social
Le Musée social a été fondé en 1894, à Paris, no 5 rue Las-Cases, 7e arrondissement, sous la forme d'une fondation privée reconnue d'utilité publique. Le but était de conserver et exposer de façon permanente les documents du pavillon d’Économie sociale de l’exposition universelle de 1889 mise en place et animée par Frédéric Le Play avec comme secrétaire Émile Cheysson.

## Création
La création de cette fondation a été rendue possible par la rencontre notamment des entrepreneurs protestants Jules Siegfried, Léon Say et Émile Cheysson avec le comte Aldebert de Chambrun, qui y consacra sa fortune.
Le Musée social fut dès le départ, malgré son appellation trompeuse, un véritable institut de recherche. Il s'organisait autour de services (industriel, agricole, mutualité…), d'une bibliothèque spécialisée ouverte à tous, de sections d'études et d'enquêtes (hygiène urbaine et rurale, assurances sociales, institutions patronales, institutions coopératives et ouvrières, agricole, etc.), et organisait des conférences publiques gratuites ainsi qu'un service de renseignement. Avant 1914, le Musée social fut surnommé « l'antichambre de la Chambre » en raison de son rôle dans la préparation de certaines lois sociales et aussi d'urbanisme. Un grand nombre d'associations ou de coopératives y eurent leur siège social ou y tinrent de nombreux congrès.
Le Musée social eut une influence majeure à la fin du XIXe siècle et au début du XXe siècle dans l'évolution des idées et aussi dans la diffusion des expériences en matière sociale avec pour objectif la « Paix sociale » prônée par Frédéric Le Play comme alternative aux propositions révolutionnaires de l'époque.

## Naissance de l'urbanisme
Le Musée social joua aussi un rôle prépondérant dans la naissance de l'urbanisme et l'élaboration des premières lois d'urbanisme après la première guerre mondiale, les lois Cornudet de 1919 et 1924. C'est aussi à partir du Musée social que fut introduit en France le modèle des Cités-jardins inventé et réalisé par Ebenezer Howard. Les membres du Musée social furent aussi à l'initiative de la création de la S.F.U. (société française des urbanistes) en 1911 et dont le premier siège social fut rue Las-Cases.

## Habitat social
Nous retrouvons au sein du Musée social dès son origine les acteurs majeurs du développement de l'habitat social et notamment du mouvement des HBM : Emile Cheysson, Jules Siegfried, Henri Sellier…

## Coopération
Le Musée social a activement soutenu, dès sa fondation, le mouvement coopératif. Le comte de Chambrun finança plusieurs almanachs de la coopération, édités par Charles Gide et les coopératives de consommation françaises. En 1896, le Musée social finança et accueillit dans sa grande salle de réunion le 2e congrès de l'Alliance coopérative internationale. Plusieurs figures de la coopération française étaient membres du Musée social : Charles Gide, Achille Daudé-Bancel (secrétaire de la Fédération nationale des coopératives de consommation), Edmond Briat (secrétaire général de la Chambre consultative des associations ouvrières de production), Charles Robert, etc.
En 1964, les dirigeants des SCOP et de la FNCC participaient toujours au Conseil du Musée social, devenu CEDIAS-Musée social.

## Mutualisme
Le Musée social fut à l'origine de la création de la Fédération nationale de la mutualité française en 1902. Léopold Mabilleau, alors directeur du Musée social, fut ainsi le premier président de la Mutualité française, dont le siège social resta rue Las-Cases jusqu'au début des années 1920. La Caisse régionale du Crédit agricole d'Île-de-France y eut également son premier siège social. Dès 1896, se tint le deuxième congrès de l'Association coopérative internationale, financée par le Comte de Chambrun.

## Le Studio franco-russe (1929-1931)
« Le Studio franco-russe » est la dénomination sous laquelle sont organisés, durant deux saisons, de novembre 1929 à mai 1930, et de novembre 1930 à avril 1931, dans la grande salle du Musée social (300 places), des conférences et des séances de débats publics destinées à favoriser les contacts entre l'émigration russe et la communauté intellectuelle française. Parmi les orateurs et oratrices russes sont cités Nicolas Berdiaev, Gueorgui Adamovitch, Vladimir Weidlé, Nina Berberova, Georgij Fedotov, Boris Vycheslavtsev, parmi les conférenciers français René Lalou, Stanislas Fumet, Louis Martin-Chauffier, Benjamin Crémieux, Jacques Maritain. Les écrivains russes chassés de leur pays par la révolution ont ainsi pu se faire entendre par leurs collègues français et établir des relations avec eux. Les textes des conférences étaient publiés dans les Cahiers de la Quinzaine.

## Ateneo ibéro-americano de Paris
Fondé en 1957 et installé au siège du Musée social, l'Ateneo ibéro-americano de Paris est un cercle culturel lié à la diaspora espagnole en France. Il a aussi accueilli des exilés portugais et latino-américains.

## Évolution
En 1963, le Musée social a fusionné avec l'Office central des œuvres de bienfaisance (OCOB) pour donner naissance au CEDIAS-Musée social (Centre d'études, de documentation, d'information et d'action sociales), qui existe toujours. À côté de l'histoire sociale, l'activité actuelle de la fondation concerne l'action sociale contemporaine. Sa mission est la réflexion sur les actions sociales et les grands problèmes sociaux en favorisant les études, les échanges, l'information et la documentation. Sa bibliothèque conserve environ 100 000 volumes (monographies et périodiques) et constitue le lieu de mémoire de l'action sociale, de l'économie sociale et de l'histoire sociale. Le fonds ancien (de 1894 à 1964) de la bibliothèque est classé « Archives historiques » depuis 2008.